# Pyramidamblys pygidifer
Pyramidamblys pygidifer är en stekelart som först beskrevs av Morley 1919.  Pyramidamblys pygidifer ingår i släktet Pyramidamblys och familjen brokparasitsteklar. Inga underarter finns listade i Catalogue of Life.